# تودور بافلوف
تودور بافلوف هو سياسي بلغاري، ولد في 14 فبراير 1890 في شتيب في مقدونيا الشمالية، وتوفي في 8 مايو 1977 في صوفيا في بلغاريا.